# Jed Sunden
Jed Sunden   (10 de setembre de 1970), de nom ucraïnès Джед Санден, és un magnat dels mitjans de comunicació ucraïnès d'origen nord-americà. És el fundador i antic propietari del holding mediàtic KP Media (va vendre la UMH de Lozhkin i Lozhkin la va revendre a Kurchenko el 2013). Des de l'agost de 2012 finançava l'ONG FEMEN. I segons algunes fonts, Jed Sunden va finançar Femen fins al 2011.
A principis dels 90 va arribar a Ucraïna i va començar a publicar. Inicialment, va ser per un diari per a estrangers Kyiv Post, més tard altres publicacions i llocs web. Només tenia 8.000 dòlars de capital inicial amb ell.
L'any 2000 va ser declarat persona non grata a Ucraïna, però després de la intervenció del Departament d'Estat dels EUA va poder entrar de nou al país.